# Пакгауз

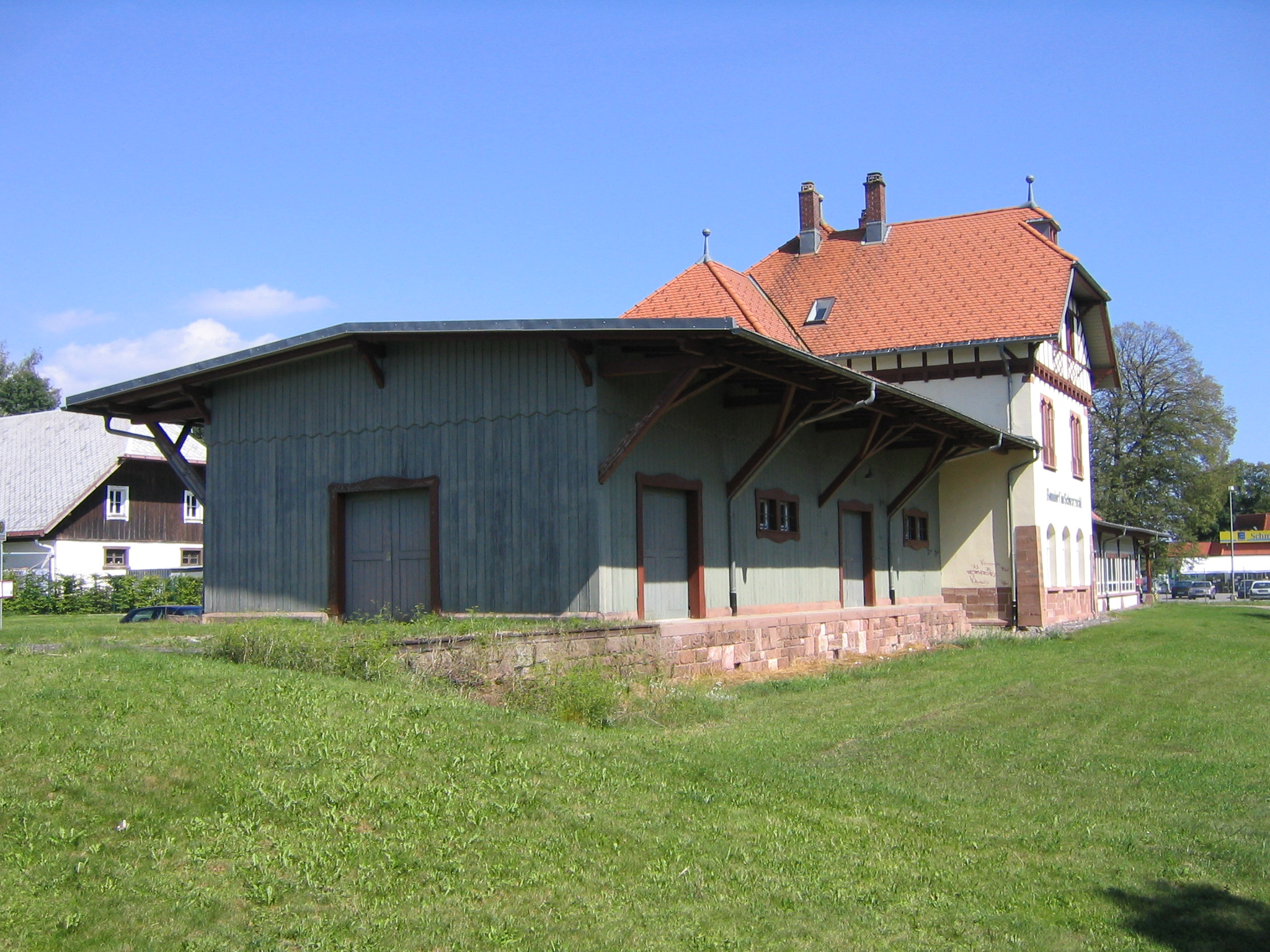
Пакгауз бывшего вокзала в Бондорфе

Пакга́уз (нем. Packhaus, от нем. Рack — тюк и нем. Haus — дом, дословно — склад) — закрытое складское помещение особого типа при железнодорожных станциях, портах, аэропортах или таможнях, предназначенное для кратковременного хранения коммерческих товаров. Пакгауз оборудуется таким образом, чтобы обеспечивалось быстрое и удобное производство операций по погрузке и разгрузке товаров. Часто использовались для хранения ценных и подвергающихся порче под влиянием атмосферных изменений грузов. Товары военного назначения складируются в цейхгаузах.
На таможенных пакгаузах товары хранились до оплаты таможенной пошлины, на железнодорожных станциях и в портах хранение товаров осуществлялось до их отправки или выдачи получателям. Также помещения пакгаузов использовались для хранения неполученного багажа.
При железнодорожных станциях уровень пола пакгауза для удобства погрузочно-разгрузочных работ располагают на одном уровне с полом грузового вагона, то есть на высоте 1,1 м от головки рельса.